# Чувашский центральный совет
Чувашский центральный совет «Канаш» (чув. Чăваш халăхĕн Аслă Канашĕ) — общественно-политическая организация, орган власти чувашского народа в 1918 году.

## Предыстория
В июне 1917 года проведен Общечувашский национальный съезд, на котором было заявлено о желательности превращения России в федеративную республику. Во время съезда, собравшего около 700—800 делегатов, также было создано Чувашское национальное общество.
Общество занималось в основном культурно-просветительской деятельностью, издавало газету «Хыпар», а в социальной политике поддерживало программу правых эсеров. В сотрудничестве с эсерами был подготовлен чувашский избирательный список в Учредительное собрание, по которому было избрано несколько депутатов.

## Центральный чувашский военный совет
В январе 1918 года состоялся Общероссийский чувашский военный съезд, на котором был избран Центральный чувашский военный совет. В совет вошли представители чувашских военных комитетов, депутаты Общероссийского учредительного собрания, члены политических организаций — Чувашской национально-социалистической партии, левых и правых эсеров.
Предполагалось, что военный совет должен вести переговоры о вхождении чувашей в Штат Идель-Урал, создать чувашские войска, вести просветительскую деятельность, участвовать в решении хозяйственных вопросов, созвать общечувашское учредительное собрание, а после создания Идель-Урала — сформировать Чувашский народный совет (Канаш).
Военный совет не поддержал предложение правых эсеров о вооруженной защите Учредительного собрания, разогнанного большевиками.

## Чувашский центральный совет
Большевики выступили против создания Идель-Урала, планировался роспуск военных организаций в связи с ликвидацией царской армии, и в феврале 1918 года на базе военного совета был создан Чувашский центральный совет, к которому не были допущены правые эсеры.
Чувашский центральный совет претендовал на роль центральной организации чувашского народа, занимался как национальными, так и хозяйственными делами, сотрудничал как с земствами, так и с советами. Совет издавал газету «Канаш» на базе захваченной военным советом редакции газеты «Хыпар».
Совет был ликвидирован после создания Комиссариата по чувашским делам при Казанском губернском совете.

## Дальнейшие события

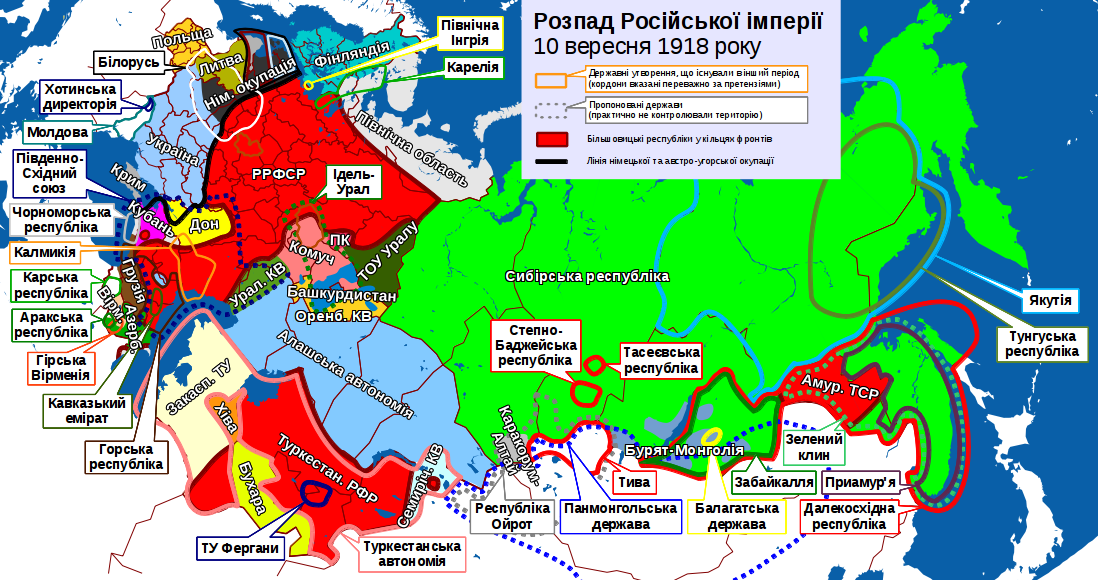
В августе-сентябре 1918 года по территории расселения чувашей проходил фронт между РСФСР и Комучем.

Чувашская национально-социалистическая партия распалась летом 1918 года, когда ее члены поддержали разные стороны Гражданской войны — большевиков и Комуч.
Параллельно с Советом действовал Чувашский левый социалистический комитет, распавшийся после восстания левых эсеров. Некоторые члены комитета в сентябре 1918 года образовали еще более левый и близкий к большевикам Чувашский коммунистический комитет, который до конца года в конце концов вошел в РКП(б). Началась работа над созданием чувашской автономии.

## Символика

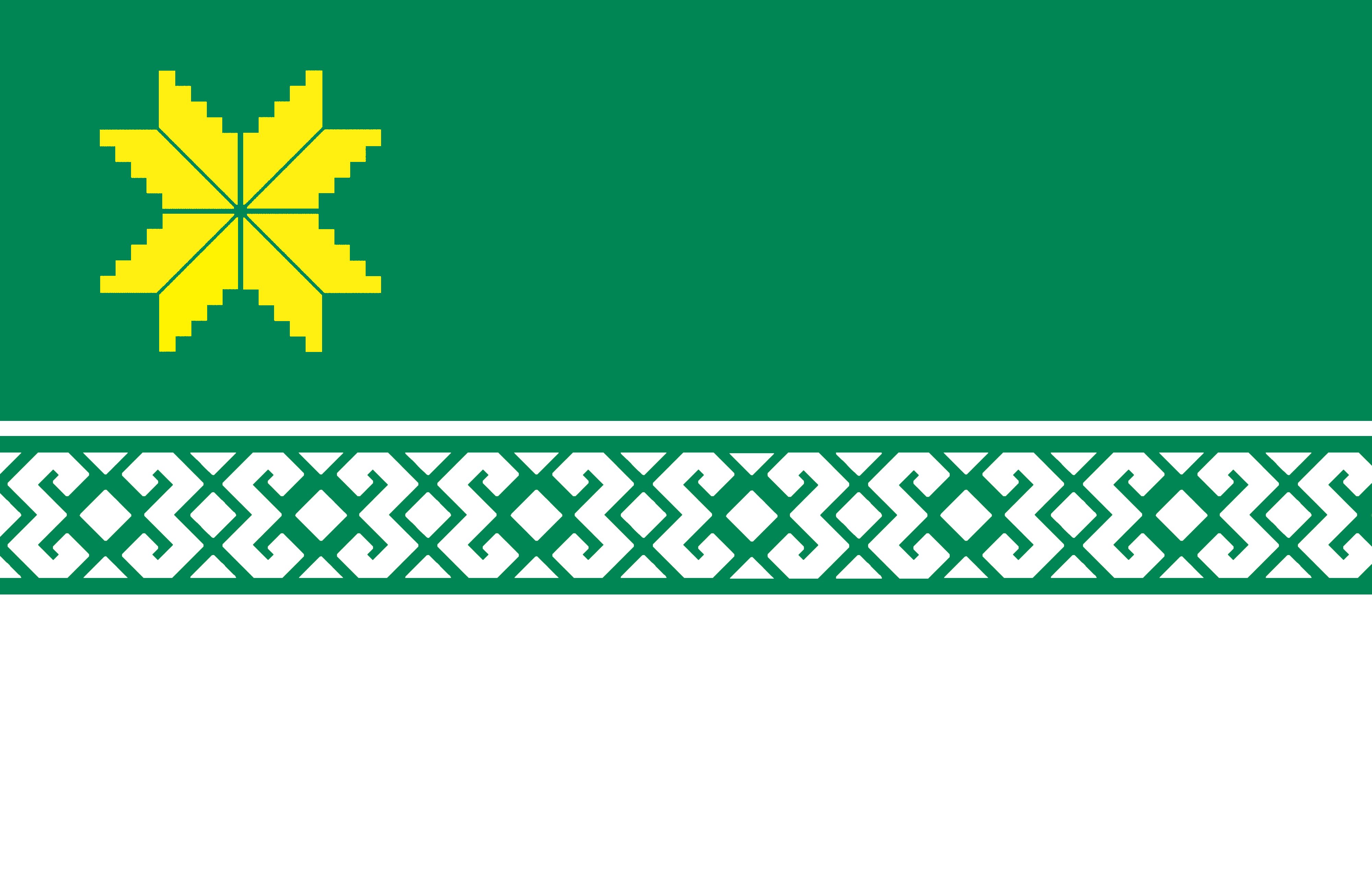
Реконструкция флага Чувашии 1918 года

Первый чувашский национальный съезд постановил начать разработку флага Чувашии. Были созданы несколько проектов, один из которых был утвержден на военном съезде в январе 1918 года.
По утвержденному проекту флаг должен быть биколором зеленого и белого с желтоватым оттенком цветов с национальными узорами. Также было предложено разместить изображение солнца в углу на зеленом фоне. Изображения или данные о цветовых пропорциях флага не сохранились. Этот флаг с добавлением надписи (названия воинской части) использовался также как символ 1-го Чувашского национального полка, создававшегося в то время.
«Чувашский гимн» впервые был исполнен 14 января 1918 года после премьеры национального театрального представления, и быстро приобрел популярность. Его составил руководитель чувашского хора в городе Казани Т. Д. Алексеев на музыку песни композитора А. Т. Гречанинова «Да здравствует Россия, свободная страна». Сохранился только русский перевод гимна:
Чувашский гимн (русский перевод)
Слава живущему издревле чувашу,
Слава великому в веках народу!
Дружно беритесь за работу,
За построение жизни новой.
Пусть зазеленеют твои поля
И морем волнуются хлеба.
Народ, преодолев темноту,
Умом поднимается высоко.
Тогда и слава его труду
Солнцем засияет высоко!